# Міська брама (Валлетта)
Міська брама (мальт. Bieb il-Belt) — брама, розташована на в'їзді в Валлетту, побудована в період з 2011 по 2014 рік за проєктом італійського архітектора Ренцо Піано.

## Історія
Перша брама, яка стояла на цьому місці, була брама Сан-Джорджо, побудована в 1569 році за проєктом Франческо Лапареллі і Джироламо Кассара. Була перебудована в 1633 році за проєктом Томмазо Дінглі. У 1853 році її знову замінили більшою брамою, яка також була відома як Кінгсгейт або Кінгсвей. Всі ці перші три брами були укріпленням, утворюючи частину міських стін Валлетти. Брама також неофіційно називалися Porta di terra (що означає «сухопутна брама»), оскільки це був єдиний наземний підхід до міста. Остання укріплена брама була знесена в 1964 році і замінена футуристичною брамою, спроєктованою Альзіра Бергонзі. Потім ця брама була знесена в 2011 році і замінена брамою за проєктом Ренцо Піано в 2014 році.

## Розташування
Міська брама розташована всередині навісної стіни в центрі земельного фронту Валлетти, розташованої між бастіонами Сент-Джеймс і Сент-Джонс. Міст, перекинутий через глибокий рів Валлетти, веде до брами. Спочатку брами були захищені воротами, ровом і люнетом, відомим як Люнет Святої Мадлен. Під час британського панування люнет був зруйнований, а частина канави засипана землею. Пізніше це місце було зайнято автобусною зупинкою з фонтаном Тритон в центрі. Площа навколо фонтану була перетворена в пішохідну зону
Брама позначає початок вулиці Республіки, головної вулиці Валлетти, яка йде до протилежного кінця міста. До будівель, розташованих в безпосередній близькості від міських воріт, відносяться Будівля парламенту, руїни Королівського Оперного театру і торгові ряди City Gate. Сент-Джеймский кавалер і Сент-Джонскій кавалер розташовані по обидва боки брами, поруч з будинком парламенту і торговими рядами.
Брама Марсамксетт була зруйнована на початку XX століття, а Дель Монте були замінені брамою Вікторії у 1885 році.

## Перша брама (1569—1633)
Початкова брама у Валлетту була відома як порт Сан-Джорджо побудована за часів правління великого магістра Жана Парізо де Валетта, в честь якого названо місто. Ворота Сан-Джорджо були спроєктовані Франческо Лапареллі, італійським військовим інженером, який проєктував більшість укріплень Валлетти і його мальтійським помічником Джироламо Кассар. Будівництво почалося в квітні 1566 року і було завершено до 1569 року. Брама була простою по дизайну і мала вигляд невеликого, нічим не прикрашеного отвору у навісній стіні. Дерев'яний міст спочатку пов'язував ворота Сан-Джорджо з сільською місцевістю через канаву. У 1582 році Кам'яний міст замінив дерев'яний. Сам міст неодноразово змінювався, але його кам'яний фундамент залишився недоторканими і продовжує підтримувати нинішній міст.
У 1586 році, під час правління Великого Магістра Хьюза Лубенса де Вердаля, брама була перейменована в Porta Reale. В кінці XVI століття була побудована менша зовнішня брама, а над початковою брамою була прибудована Тріумфальна арка.

## Друга брама (1633—1853)
Звідний міст XVII століття бере свій початок від другої міської брами.
Друга міська брама була побудована в 1633 році, за часів правління Великого Магістра Антуана де Паула. Ця брама була більш прикрашена, ніж попередня — Сан-Джорджо, і складалася з центральної арки з меншими арками по обидва боки і дерев'яного звідного мосту через глибокий сухий рів, який знаходиться безпосередньо за міськими стінами].
Цю браму приписують мальтійському архітектору Томмазо Дінглі, хоча про це немає ніяких документальних свідчень.

## Третя брама (1853—1964)
Третя міська брама була побудована в 1853 році у час британського панування на Мальті. Брама була відома як Porta Reale.
Брама була спроєктована полковником Томпсоном, королівським інженером і складалися з двох центральних арок з двома меншими. По обидва боки брами стояли дві статуї: Філіпа Вільє де Л'Іль-Адама, першого Великого Магістра Мальти, і Жана Парізо де Валетта, засновника міста. 24 липня 1892 роки над аркою в задній частині брами було встановлено бронзовий бюст Папи Пія V, який вніс значний фінансовий внесок в будівництво Валлетти.
Перші плани реконструкції Королівського Оперного театру і входу в Валлетту були зроблені в 1950-х рр. Цей проєкт був відроджений прем'єр-міністром Джорджем Боргом Олівером в 1962 році. Проєкт заміни брами на більшу було оголошено на виставці 1963 року. Брама була знята в червні 1964 року. Після знесення брами бюст Пія V був поміщений на зберігання, а потім повернутий місцевою радою Валлетти в 1993 році. У 2005 році бюст був перенесений на велику облогову площу, поруч з Собором Святого Іоанна і будівлею суду.

## Четверта брама (1965—2011)
Четверта міська брама була побудована між червнем 1964 і серпнем 1965 року за проєктом архітектора Альзіра Бергонці в італійському раціоналістичному стилі. Брама складалася з великого отвору в центрі з двома меншими по боках і мала просту конструкцію з обмеженим орнаментом. Вулиця папи Пія V проходила поруч з брамою.
Брама булиа частиною проєкту, який так і не був повністю завершений, а саме перебудова входу в Валлетту і Королівський оперний театр.

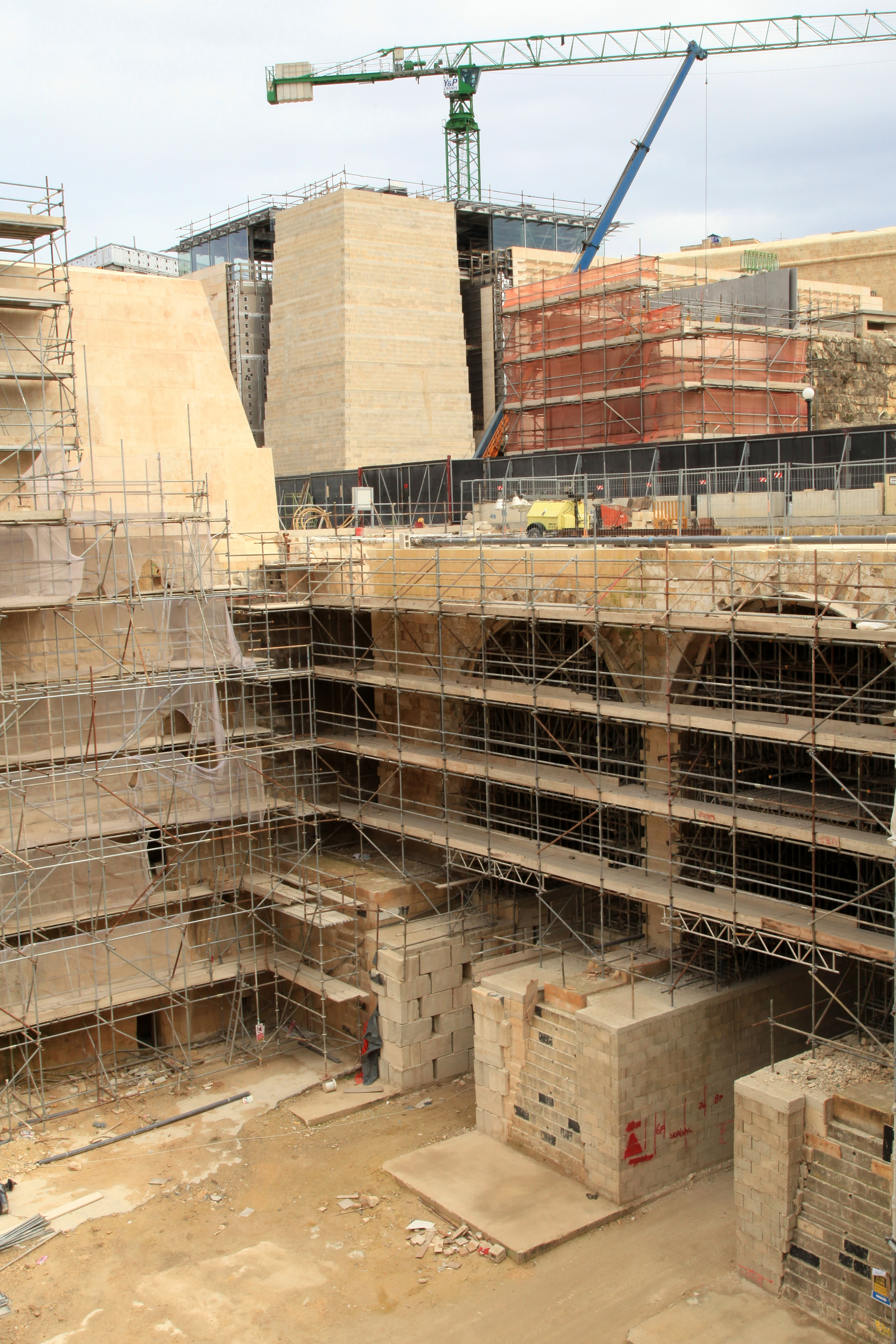
Fifth city gate under construction in 2013

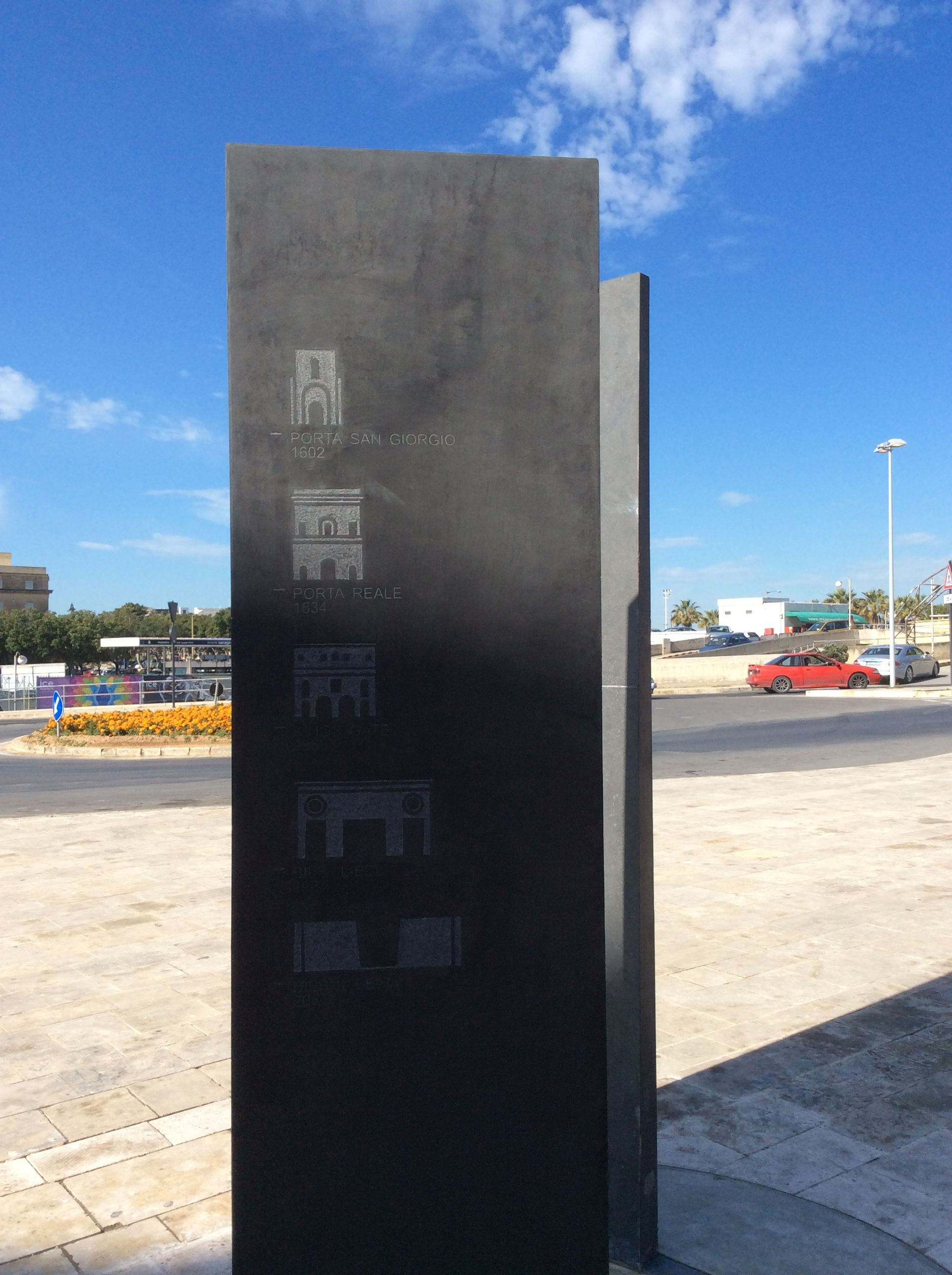
Part of the Prospettiva art installation showing Valletta's five city gates

## П'ята міська брама
П'ята і нинішня міська брама була побудована між 2011 і 2014 роками за проєктом Ренцо Піано. Ця брама відрізняється від попередньої, оскільки складається з пролому в бастіонах, обрамлених великими кам'яними блоками, які відділені від навісних стін високими сталевими лопатями. Як і четверта брама, він побудований у рамках проєкту по реконструкції входу в місто. Проєкт також перетворив руїни Королівського Оперного театру в театр під голим небом та був побудований новий парламентський будинок.

## Інсталяція
У жовтні 2014 року на проспекті Джироламо Кассара, недалеко від автобусної зупинки, була відкрита художня інсталяція. Вона охоплює елементи з п'яти брам, які стояли на в'їзді в Валлетту, і була спроєктована архітектором Крісом Бріффа. Інсталяція присвячена вибору Валлетти як культурної столиці Європи в 2018 році.